# ثيوديمقراطية

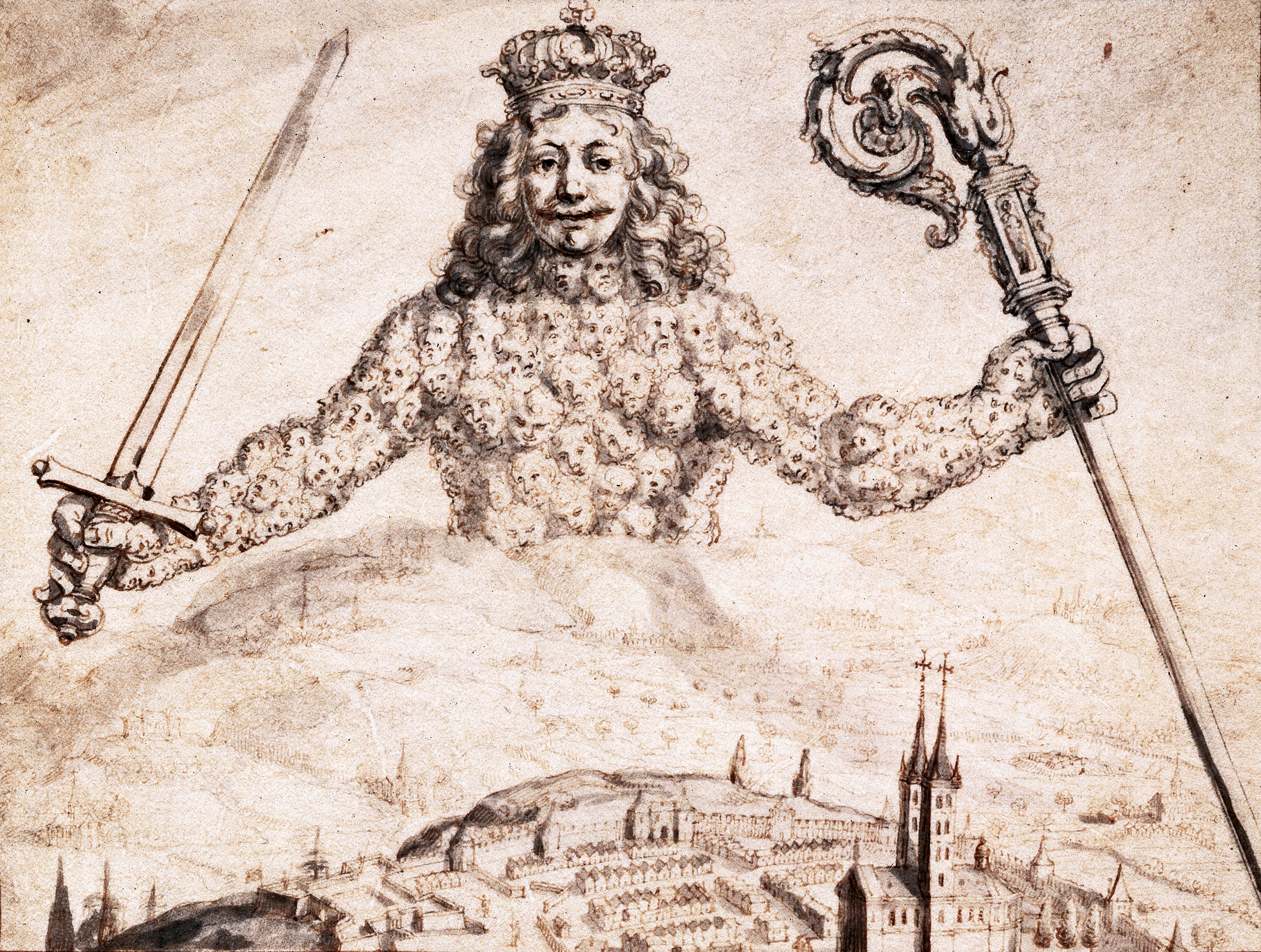

الثيوديمقراطية هي نظام سياسي ثيوقراطي روج له جوزيف سميث، مؤسس حركة قديسي الأيام الأخيرة. بحسب سميث، الثيوقراطية هي مزيج من المبادئ الديمقراطية التقليدية –بموجب دستور الولايات المتحدة- إلى جانب الحكم الثيوقراطي.
وصف سميث هذا النظام بأنه نظام يحتفظ فيه الله والشعب بسلطة الحكم التي تتصف بالاستقامة. اعتقد سميث بأن هذا ما سيكون عليه شكل الحكومة التي تحكم العالم حسب المجيء الثاني للمسيح. سيشكل هذا النظام السياسي «ملكوت الله» الذي تنبأ به النبي دانيال في العهد القديم. لعبت المبادئ الثيوديمقراطية دورًا بسيطًا في تشكيل ولاية ديزيريت في الغرب الأمريكي القديم.

## المثل السياسية العليا لسميث
كان قديسو الأيام الأخيرة (المورمون) من الديمقراطية الجاكسونية عادة وشاركوا بدرجة كبيرة في العمليات السياسية الجمهورية التمثيلية. وفقًا للمؤرخ مارفن إس. هيل، «رأى قديسو الأيام الأخيرة الغضب العارم للعقائد المتنافسة والمؤسسات الاجتماعية في أوائل القرن التاسع عشر، دليلًا على الاضطرابات الاجتماعية التي ظهرت من خلال أعمال الشغب والعنف التي تميزت بها أمريكا الجاكسونية». كتب سميث في عام 1842 أن الحكومات الدنيوية «فشلت في جميع محاولاتها لتعزيز السلام والسعادة الأبديين...[حتى الولايات المتحدة] هي مستأجرة من الوسط وحتى المحيط، مع وجود الفتنة الحزبية والمؤامرات السياسية والمصالح الإقليمية».
يعتقد سميث بأن الحكومة التي يقودها الإله بمفرده هي التي يمكنها التخلص من التدمير الذي لحق بفصيل غير محدود، وبإمكانها إعادة النظام والسعادة إلى الأرض. ذكر الرسول المورموني أورسون برات في عام 1855، أن حكومة الله «هي حكومة اتحاد». اعتقد سميث أن النظام الديني الديمقراطي سيكون هو التنفيذ الحرفي لصلاة المسيح في إنجيل متى، «ليأت ملكوتك، لتكن مشيئتك، كما في السماء كذلك على الأرض».
علاوة على ذلك، طرح سميث فكرة أن ملكوت الله الذي أطلق عليه اسم إنجيل يسوع المسيح المستعاد، سيسيطر بالأيام الأخيرة على جميع الممالك الأخرى، كما جرى تنبؤ ذلك في كتاب دانيال. صرح سميث في مايو عام 1844، «أحسب أن أكون أحد أدوات إقامة مملكة دانيال بكلمة الرب، وأعتزم وضع أساس من شأنه إحداث ثورة في العالم... لن يكون بالسيف أو بالبندقية، وهكذا ستستمر هذه المملكة: قوة الحقيقة هي أن جميع الأمم ستكون تحت طاعة الإنجيل».
ساوى رئيس كنيسة يسوع المسيح لقديسي الأيام الأخيرة بريغهام يونغ في عام 1859، بين المصطلحين «الثيوقراطية الجمهورية» و«الثيوقراطية الجمهورية»، وأعرب عن فهمه لهما عندما قال «الملكوت الذي سيشكله الرب في الأيام الأخيرة سيكون له ضباطه وسيكونون ضباط سلام، وسيتولى كل رجل منصبًا عامًا سيكون ممتلئًا بروح الله وبنور الله وبقوة الله، وسوف يفهم الصواب من الخطأ والحقيقة من الضلال والنور من الظلام، هكذا سيكون من يميلون إلى الحياة والذين يميلون إلى الموت....سيقولون...لا الرب ولا حتى نحن سنسيطر عليك على الأقل في ممارسة وكالتك. نضع مبادئ الحياة أمامك. افعل ما يحلو لك، وسوف نحميك في حقوقك...»
كان على النظام الثيوديمقراطي أن يقوم على مبادئ موجودة في دستور الولايات المتحدة، وأن يحظى بإرادة الشعب وحقوقه المقدسة. في الواقع، احترمت الولايات المتحدة والدستور على وجه الخصوص سميث وأتباعه. مع ذلك كان الله هو القوة المطلقة في النظام الديني وهو من يعطي الشريعة للناس الذين يكون لهم الحرية في قبولها أو رفضها، بناءً على مبادئ الجمهورية. وهذا يشبه إلى حد ما نظامًا اتحاديًا داخل الثيوديمقراطية، إذ تستقر السيادة بالاشتراك مع الشعب ومع الله. توجد أوجه تضارب مختلفة ضمن هذا الإطار، مثل كيفية مقاومة البشر لقوانين إله قوي، أو كيف يمكن ضمان أن المواطنين يمارسون سلطة الله بدلًا من البشر الذين يفسرون إرادته. في حين أن المسيح سيكون «ملك الملوك» و«سيد الأسياد»، إلا أنه كان يقيم على الأرض بشكل متقطع فقط، وستُترك الحكومة إلى حد كبير في أيدي الرجال الفانين.